# 케우토만티스속
케우토만티스속(Ceuthomantis)은 개구리목에 속하는 양서류 하위 속이다. 크라우가스토르과의 하위 속으로 4종으로 이루어져 있다. 기아나 고지의 남부와 동부 지역의 해발 고도 493-1540m, 가이아나, 베네수엘라와 브라질의 국경 지역, 베네수엘라 남부 그리고 브라질의 일부 지역에서 발견된다. 케우토만티스과(Ceuthomantidae)의 유일속으로 분류하기도 한다.

## 하위 종
- Ceuthomantis aracamuni (Barrio-Amorós and Molina, 2006)
- Ceuthomantis cavernibardus (Myers and Donnelly, 1997)
- Ceuthomantis duellmani Barrio-Amorós, 2010
- Ceuthomantis smaragdinus Heinicke, Duellman, Trueb, Means, MacCulloch, and Hedges, 2009